# サンフランシスコにおける日本人の歴史
サンフランシスコにおける日本人の歴史（サンフランシスコにおけるにほんじんのれきし、英:History of the Japanese in San Francisco）では、サンフランシスコ並びにサンフランシスコ・ベイエリア（オークランド、サンノゼなど）における日本人および日系アメリカ人の歴史について説明する。
日系アメリカ人コミュニティの中心はサンフランシスコのジャパンタウンやサンノゼのジャパンタウンなどが有名である。

## 歴史

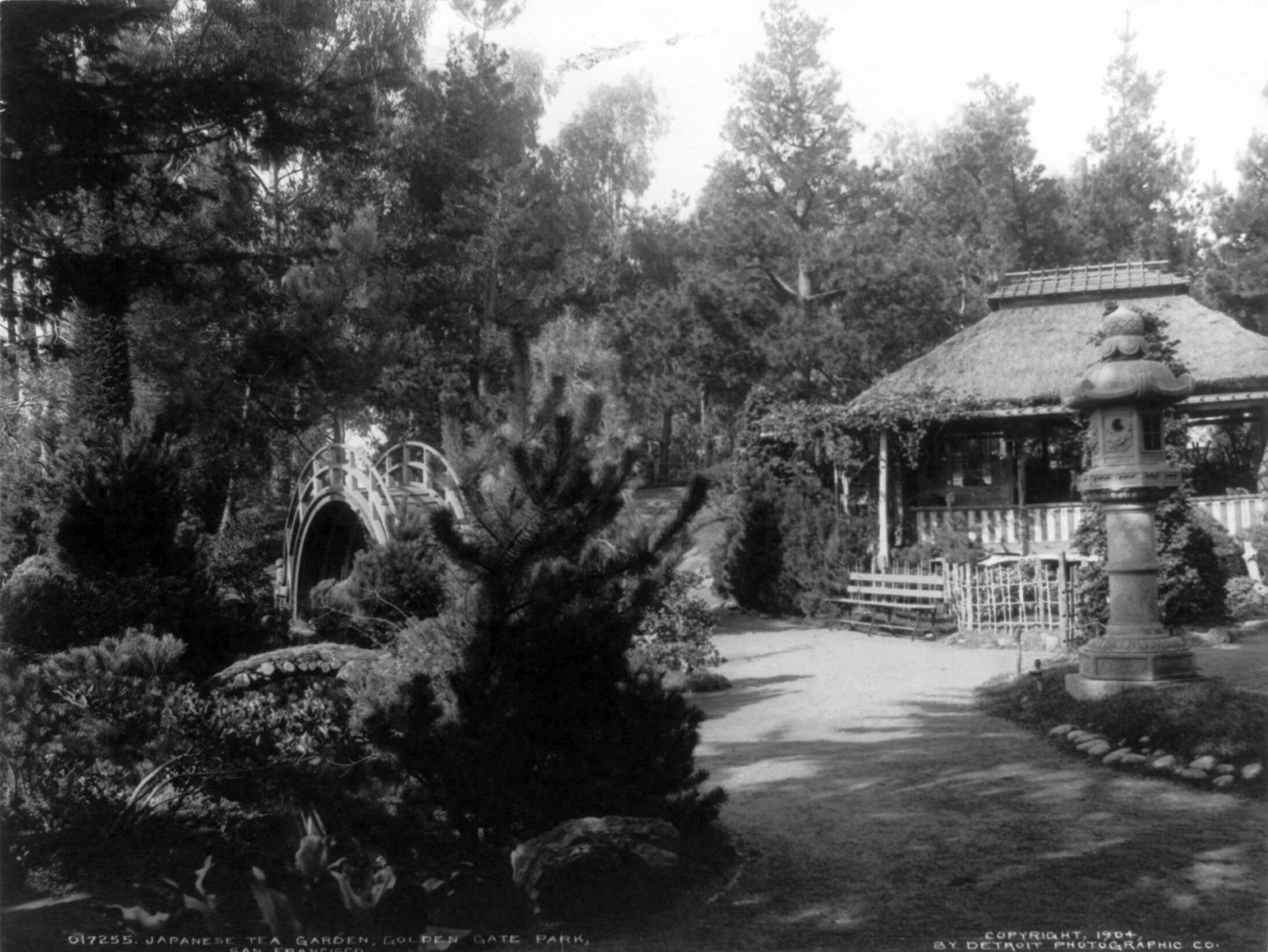
1904年のサンフランシスコのジャパニーズ・ティー・ガーデン

日本は1639年以来、長らくヨーロッパとその植民地のほとんどから鎖国するという方針を維持し、移民は厳しく管理されてきた。しかし、1854年にマシュー・ペリー提督が来日した後、日本は大きな社会変革を遂げ、多くの日本人にとって、米国は軍事力と望ましい生き方の模範となった。 
1868年の明治維新後、日本の急速な都市化と工業化は、大きな社会的混乱と農業の衰退をもたらした。農民は追い出され、労働者は外国の競争に雇われたままになり、彼らは日本国外でのより良い生活を求めるようになった。日本の賃金が下がり、米国経済が活況を呈するという噂が広まるにつれ、アメリカへの出稼ぎを望む日本人が出てきた。 
最初の日本人移民は1869年にサンフランシスコ湾に到着した。当初、日本人移民はサンフランシスコのチャイナタウンの端とサウスオブマーケット地区に移動した。 
アジア系アメリカ人研究の市岡雄二教授は、1885年にサンフランシスコに住んでいる日本人の「男子生徒」（米国で教育を受けるために働いている移民）が約300人いると推定した。 
1906年のサンフランシスコ地震の後、日本人コミュニティは、現在のウエスタンアディションのジャパンタウンとサウスパーク地区に移転した。 1900年には90の日本企業が存在した。1909年までにこの数字は545に増加した。 
地震後、サンフランシスコ教育委員会は、日系アメリカ人の学生が別々の人種差別的な学校に通うことを要求する規則を可決した。この地方の行動は、日本政府の激しい反対に続いて、国際的な論争を引き起こした。紛争の結果、 1907年の紳士協定が成立し、日本人の米国への流入が大幅に制限された。 
サンノゼのジャパンタウンは、米国で移民として生き残るために、同志と資源を組み合わせる必要があるために設立された。当初は、シックスストリートの東にあるジャクソンとテイラーの間にあるハインレンビルチャイナタウンとして知られていた。しかし、ジョン・ハインレンは、不思議な状況で市の2番目のチャイナタウンが焼失した後、新しい場所に自分の財産を提供した。一般大衆からの怒りにもかかわらず、ハインレン氏は完全にレンガでできた新しいチャイナタウンを建設した。その後、彼はこれらの建物を非常に低い料金で中国人に借りた。

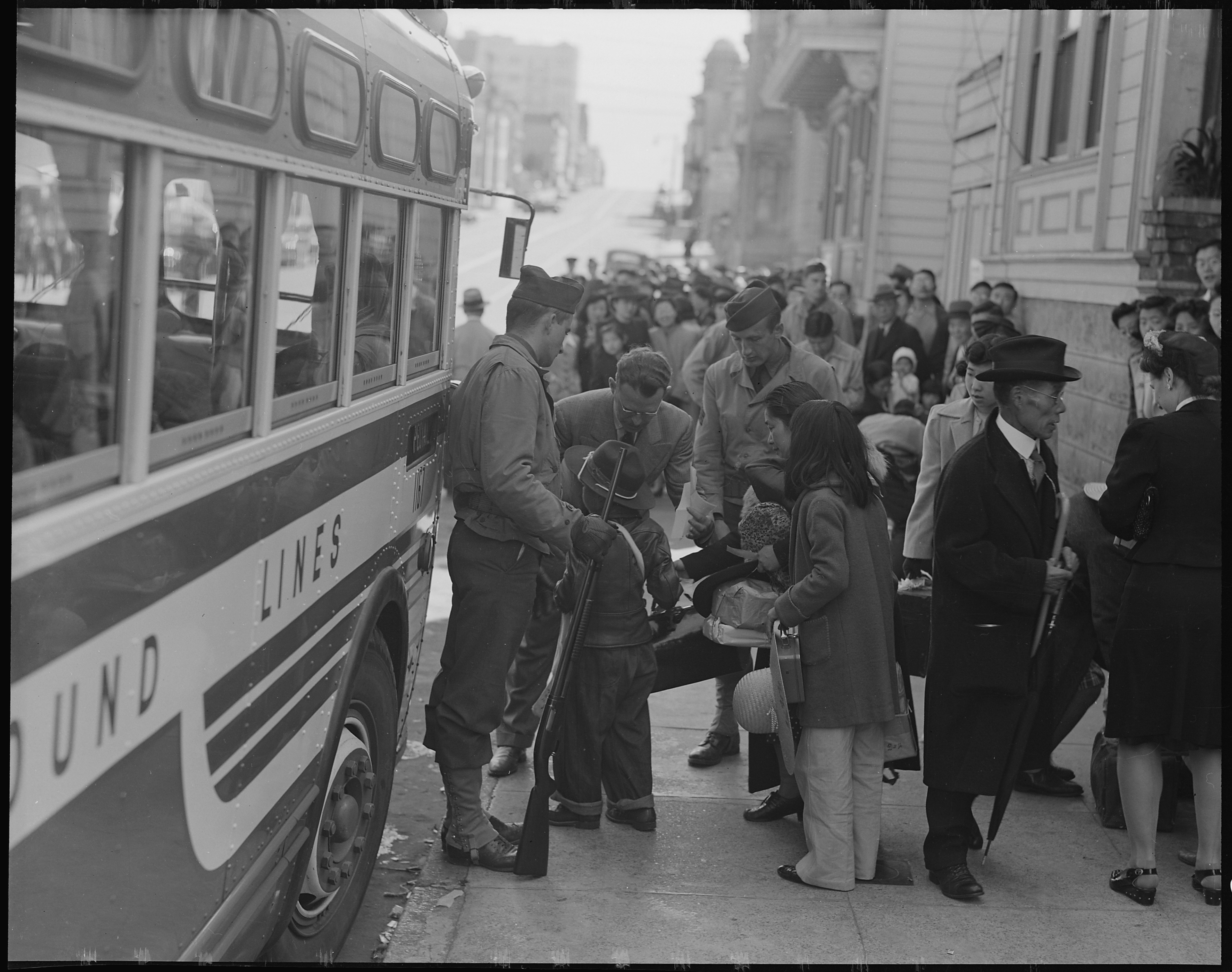
第二次世界大戦中にサンフランシスコから強制収容所へ連れ去られる日系アメリカ人。

第二次世界大戦中、サンフランシスコやサンノゼなどは、米国で出生した日系アメリカ人並びにすべての日本人を強制収容するという大統領令9066号の結果として、特に日本国外で最大かつ最古の日本人のコミュニティであるサンフランシスコのジャパンタウンが完全に空になった。1943年までに、強制収容のために近隣の多くの大部分が空いたままだった。
戦後、日系アメリカ人の何人かが帰国し、続いて新しい日本人の移民（戦後移民）、そして日本政府と日本企業からの投資が続いた。しかし、多くの人は近所に戻らず、代わりに街の他の場所に定住したり、郊外に完全に移住した。これは、1960年代から1980年代にかけて、ウエスタンアディションでジャスティン・ハーマンによって開始された近隣地域を活性化するための市の取り組みによってさらに悪化した。 
日系アメリカ人コミュニティのメンバーに代わって多くの著名な訴訟を起こした公民権弁護士のウェイン・M・コリンズは、1974年に亡くなるまでサンフランシスコに住み、働いていた 。彼のクライアントの中には、フレッド・コレマツ、戸栗郁子、トゥーリーレイク戦争移住センターの日系アメリカ人の亡命者がいた。

## 機関
福院会は1877年に開業した。サンフランシスコのジャパンタウンで、これが米国で最初の日本の組織であると信じられていたと述べている。 

## 教育
サンフランシスコ補習校（SFJS）は、文部科学省が指定したこの地域にサービスを提供する週末の日本の学校。サンフランシスコに本部を置く学校システムは、2016年の時点で合計1,600人以上の生徒にサービスを提供する4つの学校に教室を借りている。 2つの学校はサンフランシスコにあり、2つはサウスベイに存在する。小学生の場合は、サンフランシスコのAPジャンニーニ中学校とサンノゼのハーカースクールブラックフォードキャンパスで運営されている。中学生と高校生の場合、サンフランシスコのローウェル高校とクパチーノのJFケネディ中学校で運営されている。 
文部科学省はまた、グロスマンアカデミー日本語学校を公式の週末学校と定義している。 アカデミーはフリーモントにオフィスがあり、クラスはパロアルトで開催されている。 
日本の三育学院には、週末の日本学校、カリフォルニア州サンタクララにある三育学院サンタクララ校（三育学院サンタクララ校）がある。サンノゼのラティマー小学校で授業を行っている。 
金門学園は、1911年に設立されたサンフランシスコの日本語学校である。
サンフランシスコ統一学区の2つの小学校、クラレンドンオルタナティブ小学校とローザパークス小学校は、日本語と文化のバイリンガル教育を提供している。

## 主な著名人
- リチャード・アオキ（1938-2009） - ブラックパンサー党のメンバーでFBIの情報提供者
- ルース・アサワ（1926-2013） - 彫刻家
- 福田美亮明（1898-1957） - コンコの司教兼宣教師
- 萩原眞（1854-1925） - サンフランシスコのジャパニーズ・ティー・ガーデンのランドスケープデザイナー兼世話人。また、フォーチュンクッキーの発明でも有名。
- 日比久子（1907-1991） - 一世の画家兼版画家
- マイク・ホンダ（1941-） - 議会の政治家
- 市岡雄二（1936-2002） - 歴史家で公民権活動家
- 柏木宏（1922-2019） - 詩人、劇作家、俳優、
- トーマス・ヤマモト（1917-2004） - アーティスト
- 与那嶺要（1925-2011） - ハワイ州出身。1947年にNFLのサンフランシスコ・フォーティナイナーズでプレーし、プロ野球では読売ジャイアンツ、中日ドラゴンズなどで活躍したマルチスポーツアスリート。後に中日の監督も務め上げた。

### ソース
- サンフランシスコのジャパンタウン。アルカディア出版、2005年。ISBN 073853059X, 9780738530598。